# Shangri-La (Musical)
Shangri-La ist ein Musical in zwei Akten von Harry Warren. Das Libretto stammt von den Dramatikern Jerome Lawrence und Robert E. Lee und gilt als desaströse Adaption von James Hiltons 1933 erschienenen Roman Lost Horizon. Die Uraufführung fand 1956 in New York City im Winter Garden Theatre unter der Produktionsleitung von Robert Fryer statt.
Das Musical wurde 1960 von George Schaefer unter dem gleichen Titel für eine Fernsehproduktion und 1973 von Charles Jarrott als Kinoproduktion unter dem Titel Lost Horizon (dt. Der verlorene Horizont) verfilmt. Shangri-La wird von Kritikern als eines der „schlechtesten Musicals aller Zeiten“ bezeichnet und zählt zu den größten Flops in der Musical-Geschichte.

## Handlung
Die Handlung spielt in zwei Akten an einem Grenzübergang in Tibet, in den Bergen des Himalaya und in dem mystischen Ort Shangri-La. Im Mittelpunkt steht Hugh Conway, ein britischer Diplomat, der sein Leben riskiert und einen jungen Engländer (Charles Mallinson), ein alterndes Tanzpaar (Rita und Robert Henderson) sowie eine Missionarin (Miss Brinklow) aus einem kommunistischen Gefängnis in China befreit. Auf der Flucht werden die fünf Protagonisten fast getötet, als ihr Flugzeug in der Wildnis Tibets abstürzt. Eine Schar mystischer Mönche rettet die Gruppe und führt sie nach Shangri-La.
Dieses verborgene Tal ist von gleichaussehenden, muskulösen und überglücklichen Menschen bewohnt. Es scheint, dass der Ort magische Kräfte besitzt, die unter anderem bei allen Bewohnern des Tals eine Lebensdauer von bis zu zweihundert Jahren bewirken. Die Mönche haben ein Kloster gegründet, in welchem wertvolle Bücher und Kunstschätze der Welt aufbewahrt werden, um sie vor Kriegen und Katastrophen zu schützen. Sie leben in Frieden und verbringen die meiste Zeit damit, über Mäßigung zu philosophieren. Für Conway und seine Gefährten stellt sich die Frage, ob sie in diesem Paradies bleiben oder nach Hause zurückkehren wollen. Der sterbende Hohe Lama bietet Conway an, die Führung und Verantwortung Shangri-Las zu übernehmen. Gemeinsam entscheidet die Gruppe, Shangri-La zu verlassen und in die „Zivilisation“ zurückzukehren, die sie bisher kannten.

## Titelliste
Musikalisch zeigt sich das Musical in verschiedenen Facetten: ausgelassene Tanzmusik, rituelle Musik, Melodramen. Die relativ große Orchesterbesetzung begleitet folgende Lieder:
| Erster Akt - Om Mani Padme Hum (Solist) - Lost Horizon (alle Mitwirkenden) - The Man I Never Met (Lo-Tsen) - Every Time You Danced with Me (Rita und Robert Henderson) - The World Outside (Lo-Tsen und Charles Mallinson) - I’m Just a Little Bit Confused (Miss Brinklow) - The Beetle Race (Chang und Ensemble) - Somewhere (Charles Mallinson) | Zweiter Akt - What Every Old Girl Should Know (Miss Brinklow und Chang) - Second Time in Love (Rita und Robert Henderson) - Talkin’ with Your Feet (Rita und Robert Henderson) - Walk Sweet (Lo-Tsen) - Love Is What I Never Knew (Lo-Tsen und Charles Mallinson) - We’ve Decided to Stay (Miss Brinklow, Rita und Robert Henderson) - Shangri-La (Hugh Conway) |

## Libretto
Die Musik zu dem Musical komponierte Harry Warren. Das Libretto, basierend auf dem 1933 erschienenen Erfolgsroman Lost Horizon von James Hilton, verfassten grundlegend die beiden Dramatiker Jerome Lawrence und Robert E. Lee. Da Warren mit den Dialogen und Liedern nicht zufrieden war, ließ er mehrere Texte von Sheldon Harnick noch kurz vor der Premiere neu schreiben.
In verschiedenen Publikationen wird James Hilton als Mitverfasser, oft sogar als Hauptautor der Texte und Lieder des Musicals aufgeführt. In welchem Umfang dies den Tatsachen oder PR-Aspekten entspricht, ist unbekannt. Das fertige Libretto konnte Hilton jedoch unter keinen Umständen kennen, da er nach langer Krankheit 1954 an Lungenkrebs verstarb und an den Texten nachweislich noch bis einen Tag vor der Uraufführung im Juni 1956 gearbeitet wurde. Dem steht unter anderem ein 25-seitiges maschinengeschriebenes Skript mit dem Titel Shangri-La: A New Musical Play entgegen, das im Jahr 2009 auf einer kalifornischen Auktionsplattform im Internet auftauchte. Laut Angaben des Verkäufers soll es über 200 handgeschriebene Bleistiftanmerkungen von James Hilton enthalten. Allerdings wurde die Auktion nach nur zehn Tagen mit dem Vermerk „dieser Artikel wurde nicht verkauft“ geschlossen.
Von der James Hilton Society in Cambridge werden das Buch und die Lieder des Musicals nicht unter den Werken des Schriftstellers aufgeführt. Dies entspricht dem Urheberrechtverzeichnis der US-amerikanischen Library of Congress von 1957, in welchem unter Shangri-La vermerkt ist, dass der Text von Jerome Lawrence und Robert E. Lee basierend auf dem Roman Lost Horizon von James Hilton entstammt.
Faktisch ist das Musical ein Produkt des Kalten Krieges und hat mit dem Original wenig Gemeinsamkeiten. Die Handlung wurde radikal verändert. Der Tibetkonflikt, philosophische Indoktrination, chinesische Patrouillen, Grenzkontrollstützpunkte, Befreiungsaktionen, Kommunisten, Supermenschen et cetera, kommen in Hiltons Roman nicht vor. Auch die Protagonisten entsprechen nicht dem Ursprung. Hinzugefügt wurden unter anderem die Charaktere Rita und Robert Henderson, Arana, Ti – und mit Ausnahme von Mallinson wollen in Hiltons Bestseller alle Überlebenden des Flugzeugabsturzes in Shangri-La bleiben. Songtexte wie „Shan, Shan Shan Shangri-La…use my wings when storms come around“ (dt. „benutze meine Flügel, wenn Stürme kommen“), deren Intention darin liegt, Shangri-La zu verlassen, widersprechen dem Inhalt des Originalromans völlig.
Letztlich gab auch Harry Warren in einem späteren Interview an, dass die Texte grundlegend von Lawrence und Lee geschrieben wurden, was nach seinen Aussagen ein Fehler war, da sich Hiltons Roman von vornherein als zu schwerwiegend und umständlich für die Inszenierung als Musical erwies.

## Broadway-Inszenierung
Die Broadway-Inszenierung (120 Minuten mit Pause) entstand unter der Produktionsleitung von Robert Fryer. Für die Inszenierung waren Albert Marre und für die Choreografie Donald Saddler verantwortlich. Das Bühnenbild entwickelte Peter Larkin. Die Kostüme entwarf Irene Sharaff, die dafür 1957 eine Nominierung für den Tony Award in der Kategorie Beste Kostüme erhielt. Die Hauptrolle spielte Dennis King. In der weiteren Besetzung wirkten unter anderem mit: Shirley Yamaguchi, Jack Cassidy, Alice Ghostley, Carol Lawrence und Berry Kroeger. Shangri-La startete am 13. Juni 1956 in New York City im Winter Garden Theatre und wurde nach nur rund zwei Wochen am 30. Juni 1956 abgesetzt. Während einer Vorstellung wurde ein Tonbandmitschnitt aufgenommen, aber nie veröffentlicht. Das Musical sollte gleichzeitig im Shubert Theatre in Boston aufgeführt werden, die mehrwöchigen Proben wurden jedoch bereits vor der Broadway-Uraufführung beendet.

## TV-Produktion
In der unveränderten Broadway-Inszenierung von 1956 (Musik: Harry Warren; Libretto: Jerome Lawrence und Robert E. Lee) wurde das Musical unter der Regie und Produktionsleitung von George Schaefer für das Fernsehen verfilmt (90 Minuten in Farbe) und am 24. Oktober 1960 von NBC in der TV-Serie Hallmark Hall of Fame gesendet. Die Hauptrolle spielte Richard Basehart. In der weiteren Besetzung wirkten unter anderem mit: Claude Rains, Marisa Pavan, Gene Nelson, Alice Ghostley und Helen Gallagher. Diese TV-Produktion zählt zu den wenigen Filmen, die nie wieder bei Wiederholungen der prestigeträchtigen Hallmark-Serie im Fernsehen gesendet und nie auf VHS veröffentlicht wurde.

## Rezension
Die deutliche Mehrheit der Kritiker bezeichnet Shangri-La bis heute als einen der größten Flops in der Musical-Geschichte. Zum Teil war die Choreografie und die Inszenierung mit dem Broadway-Musical Brigadoon identisch. Als wesentliche Ursache des Misserfolgs wird jedoch aufgeführt, dass sich Hiltons Roman in keiner Weise als Plot für ein Musical oder einen Musikfilm eigne. Dazu wurde Shangri-La tendenziell als Propaganda bezeichnet.
Die New York Times schrieb am 25. Juni 1956, dass es „mehr als skurril ist, die Gelassenheit und Mäßigung von Lost Horizon in einem Broadway-Musical zu verarbeiten“. Der britische Daily Mirror titelte: „Shangri-La hat einen beschränkten Horizont“ – und der Kritiker der New York Daily Tribune sah sich schon im ersten Akt während eines „klischeehaften Eingeborenentanzes um die Überlebenden des abgestürzten Flugzeugs“ in eine Art Schockzustand versetzt und bezeichnete die Musik sowie das Orchester als „schlampig“. Äußerst negativ fiel auch die Rezension im The Harvard Crimson aus (gekürzte Übersetzung):

„Das wichtigste auf einer Bühne ist die Darstellung von Charakteren und nicht die Darstellung von abstrakter Philosophie. Politische Ideen erhalten nur dann Dramatik, wenn die Personen auf der Bühne das Dilemma aufzeigen, in dem sie sich in ihrer Rolle befinden. Die Charaktere in Shangri-La haben jedoch kein wirkliches Problem. Ihre Handlungen stellen Gegebenheiten dar, die sie nicht beeinflussen können. Im Ergebnis sind die blasierten Dialoge irrelevant, selbstverständlich und langweilig. Voller Entschlossenheit ist Shangri-La zum größten Teil ein ernsthaftes Musical, das den Schauspielern keine Chance gibt, ihre unterhaltsamen Talente zu zeigen. Eines der schlimmsten Dinge in der Show ist Harry Warrens Musik. Die Songs sind nicht zwingend unangenehm, sie beeindrucken einfach nicht. Nach dem Ende der Aufführung ist es unmöglich, sich an mehr als acht Töne zu erinnern, aber selbst wenn das gelingt, ist es kaum lohnenswert, sie sich zu merken. Die unbeholfenen Bemühungen der Regie, die Musik zu betonen, indem außer den Solisten alle Darsteller während Melodramen die Bühne verlassen, helfen nicht, die Songs unvergesslicher zu machen. In nur einem ist die Inszenierung erfolgreich: Die Kostüme von Irene Sharaff machen Shangri-La in diesem Punkt zu einem der schönsten Musicals, das es je gab. Dennoch bleibt es ein Misserfolg, vor allem, weil sich die Autoren damit zufrieden geben, die Bühne nur als Vortragsplattform zu nutzen.“

Für die künstlerische und finanzielle „Crash-Landung von Shangri-La“ werden noch weitere Aspekte aufgeführt. Die Musikalisierung des zu dieser Zeit äußerst populären Romans Lost Horizon war bei dem Publikum, den Kritikern und der gesamten Theaterwelt mit sehr hohen Erwartungen verknüpft. Dazu kam noch Frank Capras oscarprämierte Literaturverfilmung Lost Horizon (dt. In den Fesseln von Shangri-La) von 1937. Der US-amerikanische Kolumnist und Musiktheater-Kritiker Tom Shea stellte fest, dass zwischen Frank Capras Klassiker und Shangri-La Welten liegen und „der unvermeidliche Vergleich mit diesem Film für den Weltflop des Musicals sorgte“.

## Kinofilm
Obwohl sich Shangri-La bei Produzenten bereits den Beinamen Lost Investment erworben hatte, produzierte Ross Hunter das Musical im Jahr 1973 unter dem Titel Lost Horizon (dt. Der verlorene Horizont) als Kinofilm. Auch diese Version war ein Flop und ist unter den „Fünfzig schlechtesten Filmen aller Zeiten“ gelistet.